# Butterfly World

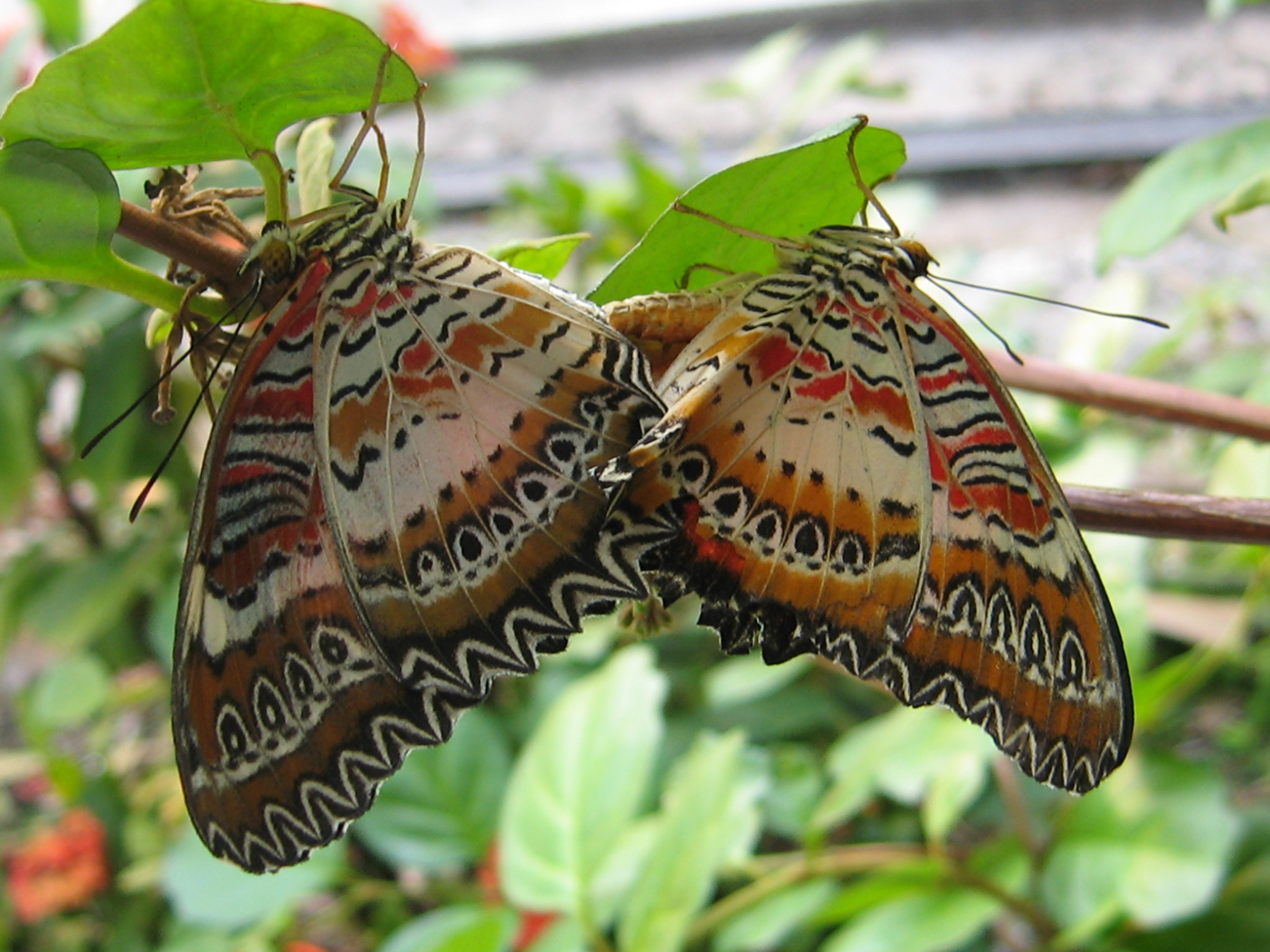
Cethosia Hypsea

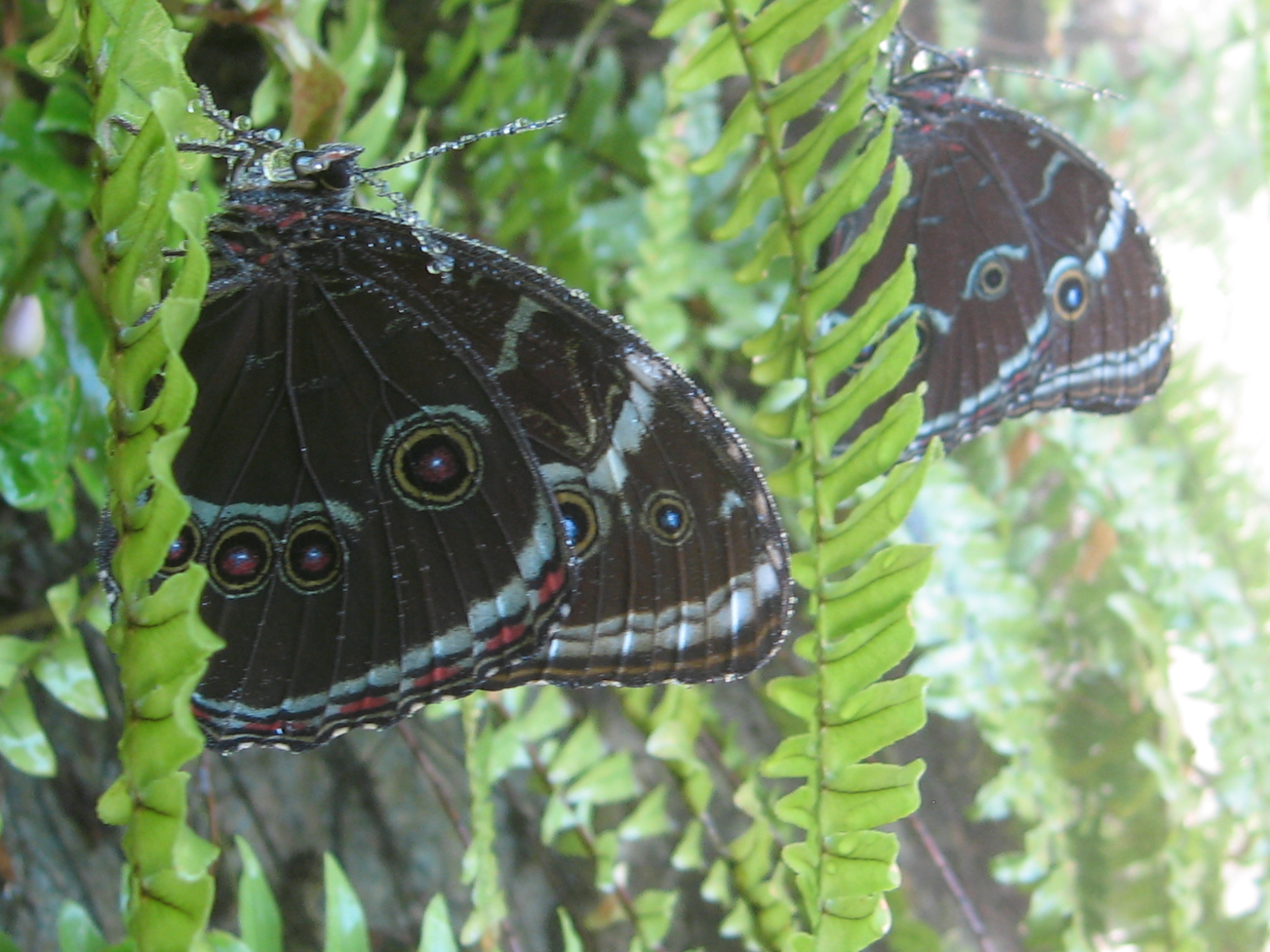
Morpho peleides

Butterfly World, grundad 1988 i Coconut Creek i sydöstra Florida i USA, är världens största fjärilspark. Beroende på vilken tidpunkt på året parken besöks kan man vanligtvis se ett femtiotal av de över 150 arter som föds upp i parken. Målet är att det alltid skall finnas minst 3000 fjärilar och nattfjärilar i parken, men ofta finns det betydligt fler som besökarna kan promenera omkring och titta på. Det finns även larver och puppor att beskåda. 
I en museibyggnad finns en utställning om fjärilar och insekter och terrarier med bland annat spindlar, skorpioner, vandrande pinnar och tusenfotingar.
Eftersom fjärilar oftast är begränsade till en eller ett fåtal växtarter att lägga sina ägg på så finns även ett stort antal växtarter i parken. Bland annat finns en av världens största samlingar av växter av passionsblomssläktet. I voljärerna i Butterfly World finns över 20 olika fågelarter.